# Protome Carafa
La Testa di cavallo (chiamata anche Testa, Protome o Cavallo Carafa) è una scultura bronzea (h 175 cm) di Donatello databile tra il 1456 e il 1458 e conservata presso il Museo archeologico nazionale di Napoli.

## Storia e descrizione
Le origini della scultura sono da sempre state frutto di incertezze, finché solo negli ultimi anni si è riusciti a risalire alle reali vicissitudini legate al bronzo.
Un'antica tradizione attribuiva all'opera una provenienza di antichissima fattura, ritenendola infatti parte di un monumento equestre posto nella piazza Sisto Riario Sforza, dove la basilica di Santa Stefanìa (che lì sorgeva prima che venisse demolita per far spazio all'attuale cattedrale) aveva il suo ingresso. Secondo tale leggenda, ricordata anche da Matilde Serao ne le Leggende di Napoli, il monumento sarebbe stato eseguito con riti magici addirittura da Virgilio con lo scopo di guarire dalle malattie tutti gli altri cavalli del tempo, finché poi non venne fuso nel 1322, tranne appunto la testa, per ottenere le campane per il duomo nuovo. Altre fonti invece asserivano che la testa fu dapprima donata da Nerone al pubblico napoletano per le sue delizie, e poi successivamente ritrovata in qualche scavo quattrocentesco. Per l'umanista napoletano del Quattrocento Pietro Summonte, invece, la statua sarebbe stata voluta da re Corrado IV di Svevia dopo la presa della città del 1253, a voler intendere di essere riuscito a "domare" la città.
Già il Vasari comunque, nel Cinquecento, con la sua seconda versione de "Le vite de' più eccellenti pittori, scultori e architettori" (1565) riuscì a dare la corretta titolarità dell'opera, affidandola al Donatello e ritenendo la testa «[...] tanto bella che molti la credono antica.». Tuttavia l'autore aretino non trovò il consenso degli studiosi che nei secoli successivi arrivarono in città, i quali riportarono l'opera al periodo ellenistico: tra questi ci furono, nel Seicento, lo scrittore napoletano Carlo Celano e lo storico italiano Pompeo Sarnelli, mentre dopo la metà del Settecento lo storico tedesco Johann Joachim Winckelmann, che si trovò ad analizzare la scultura durante le sue numerose visite in città per studiare i ritrovamenti archeologici vesuviani.

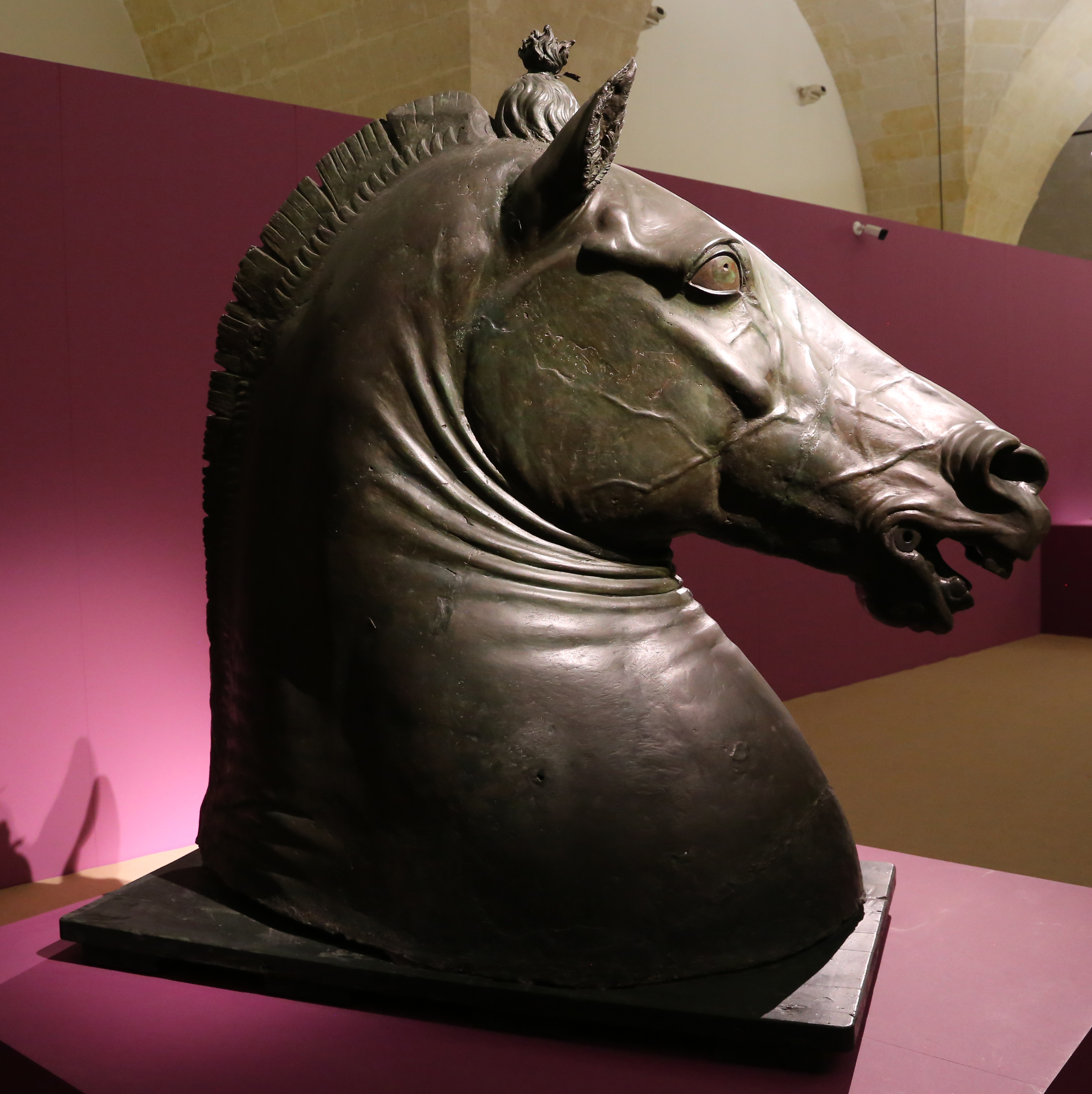
Protome Carafa

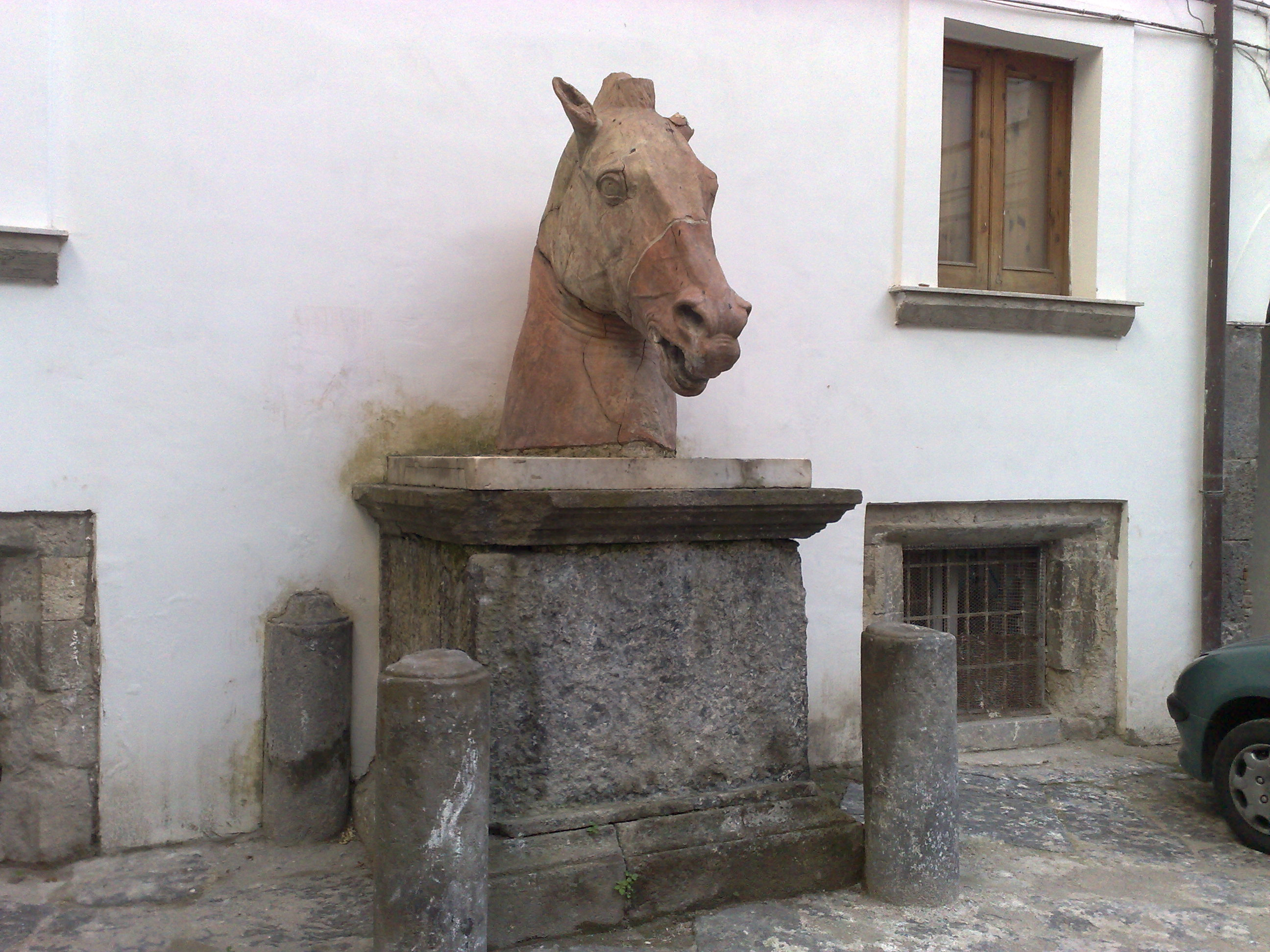
La copia in terracotta nel cortile di palazzo Diomede Carafa

Da studi più recenti, che hanno trovato conferma anche dal ritrovamento di documenti originali che provano i pagamenti all'autore, si asserisce invece con certezza che la Testa di cavallo fosse parte di un monumento equestre che Donatello non ultimò mai per il re Alfonso V d'Aragona, il quale la commissionò molto probabilmente per collocarla al centro del livello superiore dell'arco trionfale del Maschio Angioino, all'interno della nicchia sopra la scena dell'Ingresso trionfante di Alfonso d'Aragona in città. Tale ipotesi è comprovata anche da due fattori determinanti: il primo è un disegno del Pisanello che ritraeva un primitivo progetto dell'arco trionfale marmoreo di Castel Nuovo, inserendo nella nicchia centrale proprio la scultura equestre, il secondo deriva dal tipo di taglio eseguito alla base del collo della scultura, questo obliquo, lasciando intendere che la stessa dovesse essere collocata in posizione sopraelevata rispetto a chi la ammirava. La committenza del re aragonese passò per il mercante fiorentino Bartolomeo Serragli che portò un suo intermediario fino a Padova (dove Donatello si trovava per eseguire il monumento equestre al Gattamelata) e che si occupò di annunciare all'artista toscano il nuovo incarico partito da Napoli. Nel 1458 morirono sia il re Alfonso d'Aragona che il Serragli; il monumento rimase pertanto incompiuto senza poter essere mai completato, visto che Donatello - nel frattempo rientrato a Firenze - morì nel 1466 e che fino alla sua fine lo scultore si trovò congestionato dalle troppe committenze. La protome equina fu dunque inviata a Napoli da Lorenzo de' Medici nel 1471 in dono all'amico Diomede I Carafa, illustre rappresentante della corte aragonese in città, il quale inviò una lettera di ringraziamento a Lorenzo il 12 luglio dello stesso anno e che posizionò il bronzo sulla facciata destra del cortile del palazzo Carafa di famiglia, lungo il decumano inferiore, così come vide che era collocata la Testa di cavallo di età ellenistica nel giardino di palazzo Medici Riccardi a Firenze.
La scultura rimase in loco fino al 1809, allorquando l'ultimo principe Carafa di Colubrano la donò erroneamente come scultura di età classica del III secolo a.C. al Museo archeologico nazionale di Napoli, sostituendo pertanto l'originale con la copia in terracotta che fu in quest'occasione collocata alla parete di fondo dello spazio, sotto lo stemma dei d'Aragona.